# パシレオチド
パシレオチド（Pasireotide）は、米国、欧州、日本において、外科的治療に失敗した、あるいは不適格な患者のクッシング病の治療薬として承認されている希少疾病用医薬品である。パシレオチドは、他のソマトスタチンアナログと比較して、ソマトスタチン受容体5への親和性が40倍も高いソマトスタチンアナログである。筋肉内注射で用いられる。
主な副作用には、高血糖、糖尿病、下痢、腹痛（胃痛）、吐き気、胆石症、注射部位反応、疲労感などがある。

## 効能・効果
- 下記疾患における成長ホルモン、IGF-I（ソマトメジン-C）分泌過剰状態および諸症状の改善

先端巨大症・下垂体性巨人症（外科的処置で効果が不充分または施行が困難な場合）
- クッシング病（外科的処置で効果が不充分または施行が困難な場合）

## 禁忌
重度（Child-Pugh分類クラスC）の肝機能障害のある患者には禁忌である。

## 副作用
重大な副作用とされているものは、
- 高血糖、糖尿病の発症又は増悪（63.4%）：糖尿病性ケトアシドーシスや糖尿病性昏睡に至る恐れがある。
- 徐脈（5.7%）、QT延長（1.7%）
- 肝機能障害（6.3%）：ALT増加、AST増加、γ-GTP増加

である。

## 承認
パシレオチドは、2012年4月に欧州医薬品庁（EMA）より、2012年12月に米国食品医薬品局（FDA）より、2018年3月に日本の医薬品医療機器総合機構（PMDA）よりクッシング病の効能・効果で承認された。
パシレオチドLARは、2014年12月に先端巨大症の治療薬としてFDAから、2014年9月にEMAから、2016年9月にPMDAから承認されていた。
1. ↑  Long Acting Release（徐放性製剤）

## 参考資料
1. 1 2  “Drug Approval Package: Signifor (pasireotide) Injection NDA #200677”. U.S. Food and Drug Administration (FDA) (1999年12月24日). 2020年5月13日閲覧。
2. 1 2 3 4  “Signifor EPAR”. European Medicines Agency (EMA). 2020年5月13日閲覧。 Text was copied from this source which is © European Medicines Agency. Reproduction is authorized provided the source is acknowledged.
3. ↑  “Summary of Product Characteristics: Signifor”.   European Medicines Agency. 2021年8月21日閲覧。
4. 1 2  “ノバルティスの「シグニフォー(R)LAR(R)」、クッシング病を適応症として、効能追加および剤形追加に関する承認を取得｜BtoBプラットフォーム 業界チャネル”. BtoBプラットフォーム 業界チャネル. 2021年8月21日閲覧。
5. ↑  “Pasireotide Orphan Drug Designation and Approval”. U.S. Food and Drug Administration (FDA) (1999年12月24日). 2020年5月13日閲覧。
6. ↑  “EU/3/09/671”. European Medicines Agency (2018年9月17日). 2020年5月13日閲覧。 Text was copied from this source which is © European Medicines Agency. Reproduction is authorized provided the source is acknowledged.
7. ↑  “Treatment of Cushing disease: overview and recent findings”. Therapeutics and Clinical Risk Management 6:  505–16. (October 2010). doi:10.2147/TCRM.S12952. PMC 2963160. PMID 21063461.
8. 1 2 3  “シグニフォーLAR筋注用キット10mg／シグニフォーLAR筋注用キット20mg／シグニフォーLAR筋注用キット30mg／シグニフォーLAR筋注用キット40mg／シグニフォーLAR筋注用キット60mg 添付文書”. www.pmda.go.jp.   PMDA. 2021年8月21日閲覧。
9. ↑  “Signifor- pasireotide injection”. DailyMed (2020年1月15日). 2020年5月13日閲覧。
10. ↑  “Signifor LAR- pasireotide kit”. DailyMed (2019年12月17日). 2020年5月13日閲覧。
11. ↑  EMEA Approval for Pasireotide
12. ↑  “FDA Approves Pasireotide for Cushing's Disease”. 2021年8月21日閲覧。
13. ↑  “Signifor LAR (pasireotide) for injectable suspension”. U.S. Food and Drug Administration (FDA) (2016年3月1日). 2020年5月13日閲覧。
14. ↑  Tucker, Miriam E (2014年12月17日). “FDA Approves Pasireotide for Treating Acromegaly”. Medscape. 2015年8月2日閲覧。
15. ↑  日経メディカル. “多種サブ受容体に作用する成長ホルモン抑制剤”. 日経メディカル. 2021年8月21日閲覧。